# Всесвітній день боротьби проти малярії
Всесвітній день боротьби з малярією (ВДБМ) — це міжнародне вшанування, яке відзначається щороку 25 квітня та визнає глобальні зусилля щодо боротьби з малярією. У всьому світі 3,3 мільярди людей у 106 країнах схильні до ризику малярії. У 2012 році малярія спричинила 627 000 смертей, переважно серед африканських дітей. Постраждали також Азія, Латинська Америка та меншою мірою Близький Схід та частини Європи.
Всесвітній день боротьби з малярією став результатом зусиль, що проводяться на Африканському континенті з нагоди відзначення Дня боротьби з малярією в Африці. ВДБМ є однією з 11 офіційних глобальних кампаній охорони здоров'я, які нині відзначаються Всесвітньою організацією охорони здоров'я (ВООЗ), а також Всесвітній день здоров'я, Всесвітній день донора крові, Всесвітній тиждень імунізації, Всесвітній тиждень обізнаності з протимікробними препаратами, Всесвітній день безпеки пацієнтів, Всесвітній день боротьби проти туберкульозу, Всесвітній день хвороби Шагаса, Всесвітній день боротьби з тютюнопалінням, Всесвітній день боротьби з гепатитом та Всесвітній день боротьби зі СНІДом.
Згідно з останньою Світовою доповіддю про малярію, загальний підсумок малярії досяг у 2015 році 429 000 смертей від малярії та 212 мільйонів нових випадків захворювання. Рівень нових випадків малярії в цілому в 2010—2015 рр. впав на 21 відсоток, а смертність від малярії — за той самий період — на 29 відсотків. У країнах Африки, що перебувають на південь від Сахари, рівень захворюваності та смертність знизився відповідно на 21 та 31 відсоток.

## Історія

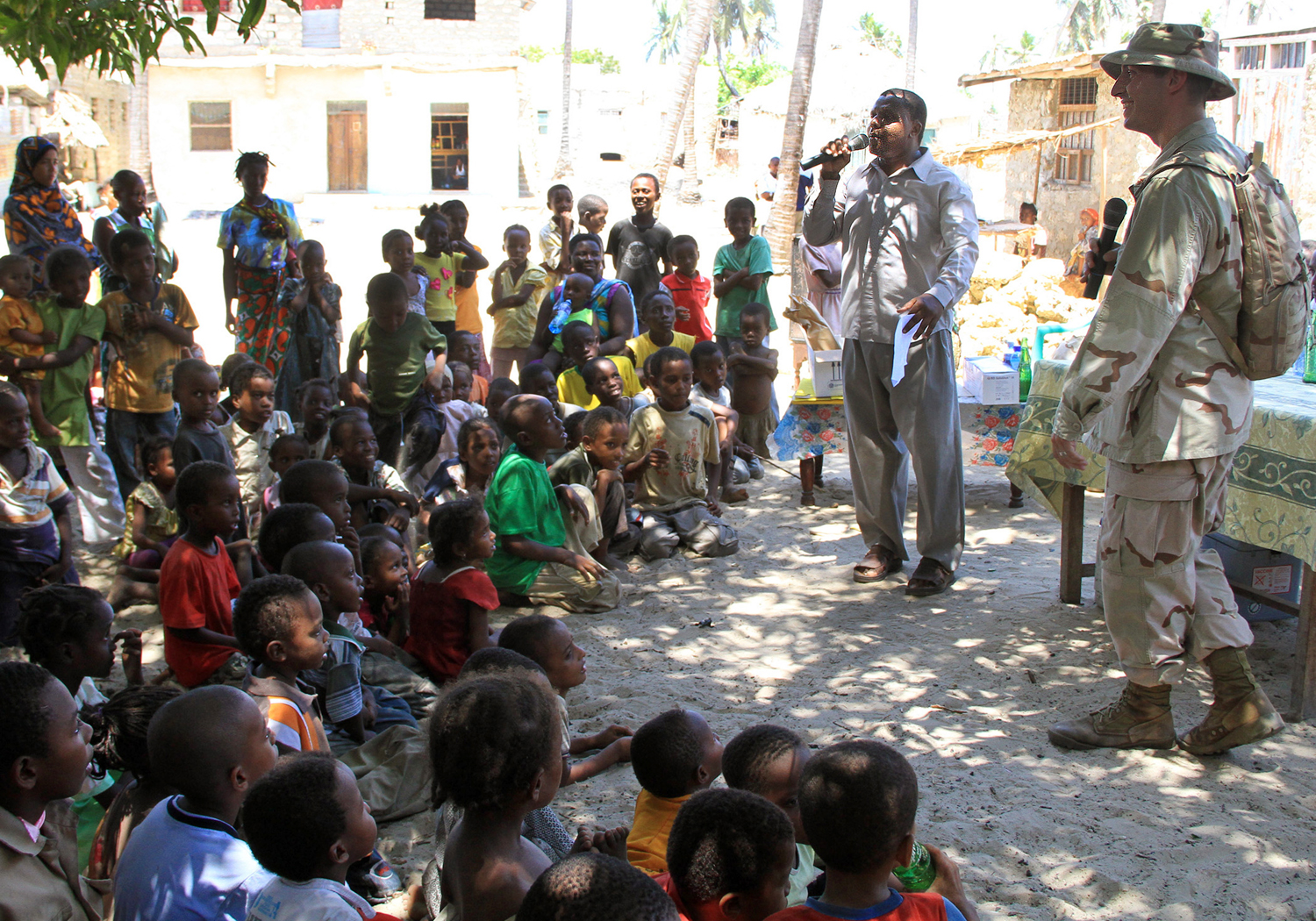
Всесвітній день боротьби з малярією в Ламу, Кенія, 2011 р.

Всесвітній день боротьби з малярією був встановлений у травні 2007 року 60-ою сесією Всесвітньої асамблеї охорони здоров'я, органу який приймає рішення. День був заснований для забезпечення «просвіти та розуміння малярії» і поширення інформації про «посилене впровадження національних стратегій боротьби з малярією протягом року, включаючи заходи на місцевому рівні щодо профілактики та лікування малярії в ендемічних районах».
До створення ВДБМ День боротьби з малярією в Африці проводився 25 квітня. День боротьби з малярією в Африці розпочався у 2001 році, через рік після того, як історичну Декларацію Абуджі було підписано 44 країнами-ендеміками малярії на Африканському саміті з питань малярії.
Всесвітній день боротьби з малярією дозволяє корпораціям (таким як ExxonMobil), транснаціональним організаціям (наприклад, Malaria No More) та низовим організаціям (таким як Mosquitoes Suck Tour) у всьому світі працювати разом, щоб підвищити обізнаність про малярію та виступати за зміни політики.

## Теми

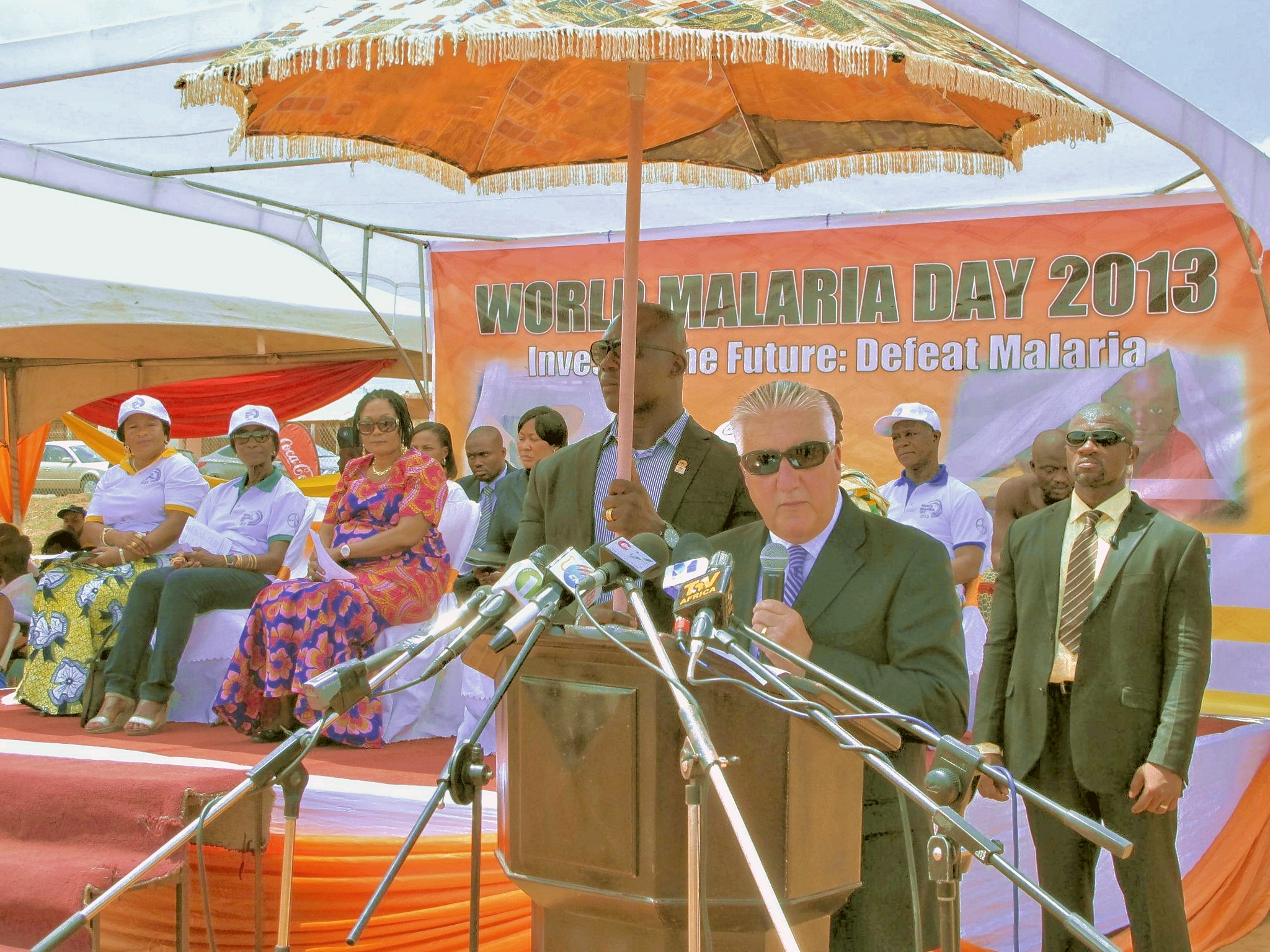
Всесвітній день боротьби з малярією в Аденті, Гана, 2013 р.

Кожен Всесвітній день боротьби з малярією зосереджується на певній темі. Поточні та минулі теми становлять таке:
- Всесвітній день боротьби з малярією 2019: «Нульова малярія починається зі мене»[14]
- Всесвітній день боротьби з малярією 2018: «Готові перемогти малярію»
- Всесвітній день боротьби з малярією 2017: «ДАЙТЕ закрити прогалину»
- Всесвітній день боротьби з малярією 2016: «Покласти край малярії назавжди»[15][16][17]
- Всесвітній день боротьби з малярією 2013-2014-2015: «Інвестуй у майбутнє: переможи малярію»[18]
- Всесвітній день боротьби з малярією 2012: «Підтримуйте прибутки, рятуйте життя: інвестуйте в малярію»[19]
- Всесвітній день боротьби з малярією 2011: «Досягнення прогресу та впливу»[20]
- Всесвітній день боротьби з малярією 2009—2010: «Визначення малярії»[21]
- Всесвітній день боротьби з малярією 2008: «Малярія: хвороба без кордонів».[22]

## Глобальні події

### Європа
Проводячи Всесвітній день боротьби з малярією 2014 року, Європейська вакцинна ініціатива оголосила шістнадцять нових проектів для прискорення розвитку вакцин проти малярії. Проектами повинен був займатись міжнародний консорціум із залученням партнерів із державного та приватного секторів з Європи, США та Африки.

### Індія
До Всесвітнього дня боротьби з малярією у 2017 році зусилля по всій Індії становили низку заходів щодо боротьби з розповсюдженням цієї хвороби, що передається вірусом. Прибережне місто Мангалуру визначило відкриті водні ресурси, призначені для ліквідації комарів, які поширюють малярію.

### Нігерія

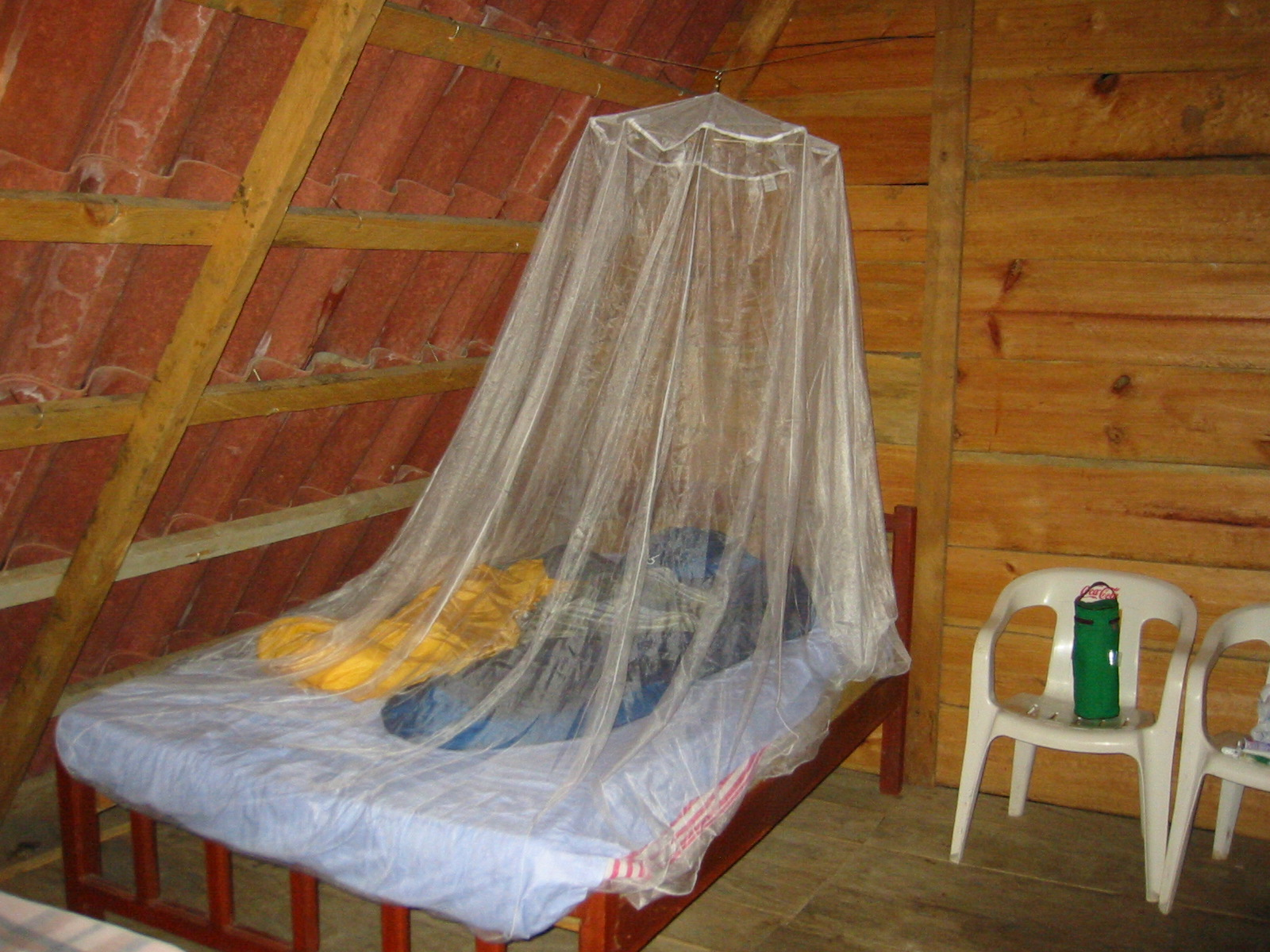
На стелі підвішена москітна сітка

Події, присвячені Всесвітньому дню боротьби з малярією 2014 року в Нігерії, включали демонстрацію ліжок проти малярії, тестування та розповсюдження протималярійних препаратів, семінари про прогрес у боротьбі з малярією та боротьбу з ними, а також залучення африканських футболістів до кампанії по боротьбі з малярією.
Станом на 2016 рік Федеральне міністерство охорони здоров'я зобов'язалося зупинити малярію. Посол США в Нігерії Джеймс Ф. Ентвістл пообіцяв продовжувати підтримку та відзначив можливість зупинення малярії в Нігерії.

### Сполучені Штати

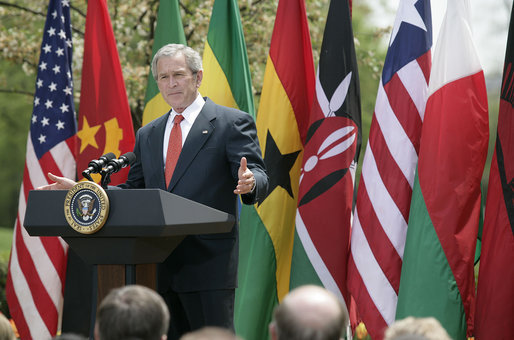
Президент Буш звертається до американців у Рожевому саду Білого дому з питань малярії.

25 квітня Президент Джордж Буш-молодший визначив Днем поінформованості про малярію 25 квітня, який закликав американців долучитися до мети щодо знищення малярії на африканському континенті. Президент Буш назвав це днем, коли «ми зосереджуємо свою увагу на всіх, хто страждає на цю страшну хворобу — особливо мільйони на континенті Африки. Ми пам'ятаємо мільйони людей, які померли від цієї цілком запобіжної та хвороби, яку можливо вилікувати». Президент Буш поділився стратегічним планом Білого дому проти малярії, який включав спроби розподілити постільні сітки з неприбутковою групою Malaria No More, що базується в Нью-Йорку.
Інші колишні президенти США беруть участь у боротьбі з малярією. Фонд Клінтона колишнього президента Білла Клінтона включає антималярійний компонент, який, за словами директора Індера Сінгха, розповсюджував ліки проти малярії мільйонам в Африці та Азії.
Багато відомих компаній, організацій та знаменитостей заявили про ініціативи долучитися до боротьби з малярією, щоб відзначити цей день. Вони включають у себе «грант виклику» в 3 мільйони доларів, оголошений ExxonMobil, щоб відповідати пожертви долара по долару з Malaria No More, як частина «Ідол Віддає» епізоди American Idol, який був показаний у День боротьби з малярією. Комісар вищої ліги з футболу Дон Гарбер також оголосив, що ліга сприятиме підвищенню рівня поінформованості про малярію та сприяння збору коштів у сітку у квітні до Дня інформування про малярію. Актриса Ешлі Джадд оголосила у квітні про запуск нової ініціативи «5 & Alive», яка буде зосереджена на руйнівних наслідках малярії для дітей до 5 років. Клуби хлопчиків та дівчаток Америки оголосили власну національну кампанію під назвою «Профілактика малярії: смертельна хвороба. Просте рішення», який буде співпрацювати з Malaria No More, щоб звернутися до всіх членів Клубу у всьому світі в розмірі 4,7 мільйона, щоб залучити пожертви на суму 10 доларів США.
Рух не позбавлений критиків, таких як африканський економіст Дамбіса Мойо, який попереджає, що короткострокові переваги такої допомоги, як москітні сітки, можуть мати довгострокові згубні наслідки для стійкості африканських економік. Коли ринки заповнені іноземними мережами, це виводить із бізнесу африканських підприємців. 